# 何塞·佩雷斯

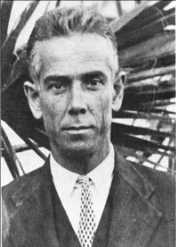
何塞·佩雷斯

何塞·米格尔·佩雷斯·佩雷斯（西班牙語：José Miguel Pérez Pérez；1896年12月8日—1936年9月4日）是一位加那利群岛政治家。
1896年，他出生在拉帕尔马岛。1921年，他移民至古巴并加入哈瓦那社会主义团体。1926年，他与工会成员、学生及知识分子一起组建了哈瓦那共产主义团体。1925年8月，他与卡洛斯·巴利尼奥、阿方索·贝尔纳尔·德尔里斯戈、胡利奥·安东尼奥·梅利亚共同创建古巴共产党，并短暂担任该党首任总书记（仅13天）。  
在格拉多·马查多独裁统治时期，他被驱逐出古巴，返回拉帕尔马岛。在加那利群岛，他继续从事政治活动，并于1929年创建拉帕尔马工人联合会和《斯巴达克报》。他还参与了拉帕尔马社会党的创立，并于1933年建立加那利群岛共产党。他在拉帕尔马被选为加那利群岛共产党总书记，与来自戈梅拉岛的吉列尔莫·阿斯卡尼奥一起成为党内的重要人物。  
这一期间，他通过《斯巴达克报》批判了西班牙第二共和国的资产阶级性质。随后，他接受了西班牙共产党的政治路线，并促使加那利群岛共产党参与人民阵线。在被称为“红色周”的时期，他参与了对弗朗西斯科·佛朗哥军事政变的抵抗。在拉帕尔马岛被国民军占领后，他被捕并被押送至特内里费岛，在那里被判处死刑。
1936年9月4日，他在巴兰科德尔耶罗被政变部队枪决，此地是执行政治犯死刑的主要场所之一。